# Williams Sonoma
Williams Sonoma es un minorista estadounidense de utensilios de cocina, electrodomésticos y muebles para el hogar. Es propiedad de Williams-Sonoma, Inc. y fue fundada por Charles E. (Chuck) Williams en 1956. La tienda cuenta con presencia en Estados Unidos, Canadá, México, Australia, Corea del Sur y Kuwait.

## Historia

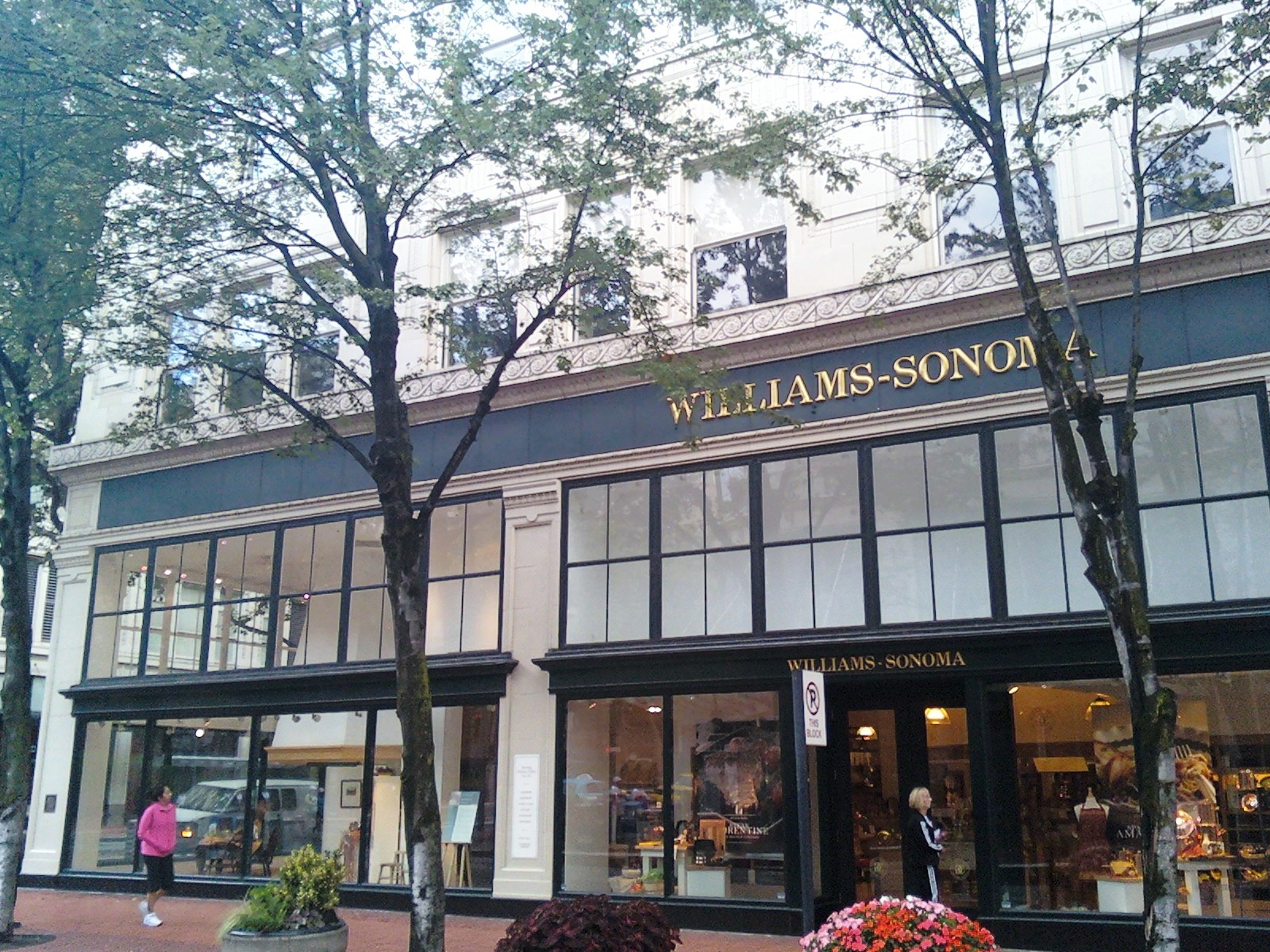
Tienda Williams Sonoma en Portland, Oregón

En 1947, Chuck Williams se instaló en Sonoma, California y abrió su primera tienda como ferretería. En 1953, Williams hizo su primer viaje a Francia, donde rápidamente se enamoró de los utensilios de cocina franceses, como los de cobre, y se le cita diciendo: "Sabía que esto era algo que no se encontraba en Estados Unidos, pero pensé que la gente querría". Poco después de regresar a casa, formuló un plan para importar equipos de cocina y servicio franceses a Estados Unidos y, finalmente, convirtió su tienda en una tienda de utensilios de cocina en 1956. Por lo tanto, se fundó Williams Sonoma, que vende utensilios de cocina de calidad profesional y de restaurante para uso doméstico, lo que llevó al fundador Chuck Williams a ser reconocido como uno de los titanes de la revolución alimentaria estadounidense.
Después de las solicitudes de los clientes, Williams trasladó la tienda a San Francisco en 1958. La tienda se convirtió rápidamente en un destino con figuras culinarias como Julia Child y James Beard convirtiéndose en clientes de la ubicación insignia. En 1972, junto con su cliente habitual Jackie Mallorca, y por sugerencia de éste, Williams comenzó a publicar un catálogo de pedidos por correo para expandir su negocio más allá del área de la bahía de San Francisco. A sugerencia del cliente y amigo Edward Marcus, de Neiman Marcus, con sede en Dallas, Williams decidió expandir la empresa y formó la corporación Williams-Sonoma, Inc. en 1972.
La segunda tienda de Williams Sonoma abrió en Rodeo Drive en Beverly Hills en 1973. El mismo año, Williams Sonoma introdujo el procesador de alimentos Cuisinart en el mercado estadounidense a través de sus tiendas y catálogo. Williams decidió vender su parte de la empresa en 1978 a W. Howard Lester, un empresario de Oklahoma y al empresario James McMahan. Williams mantuvo un interés de propiedad y dirigió la selección de mercancías y la producción del catálogo. Lester asumió un papel activo como presidente y director ejecutivo, mientras que McMahan fue el director de la empresa. En ese momento, Williams Sonoma tenía ingresos de $4 millones.
La compañía se asoció con Time-Life Books en 1992 para lanzar su primera serie de libros de cocina de Williams Sonoma Kitchen Library. En 1999, Williams Sonoma lanzó un sitio web de comercio electrónico y un registro de novias.
En 2004, Williams Sonoma firmó un acuerdo con el programa de CBS News, The Early Show para transmitir un segmento, "La escuela de cocina de 5 minutos", que presentaba técnicas, estilos y recetas de cocina. La serie especial semanal fue televisada desde la tienda insignia de la costa este de Williams Sonoma en The Shops at Columbus Circle en el Time Warner Center de Nueva York. A esto le siguió el debut de la exclusiva Williams Sonoma Home en 2005.
Williams Sonoma abrió una tienda en el sitio de su ubicación original en Sonoma, California, en 2014. El fundador de Williams Sonoma, Chuck Williams, celebró su 99 cumpleaños en la apertura de la tienda el 2 de octubre de 2014.

## En la cultura popular
Se ha hecho referencia a las tiendas y registros de regalos de Williams Sonoma, en programas de televisión que incluyen Sex and the City (Temporada 1, Episodio 3: "Bahía de Cochinos Casados"), American Dad! (Temporada 2, Episodio 16: "Cuando un Stan ama a una mujer"), Dr. Katz (Temporada 6, Episodio 7: "Coche usado"), Frasier, Mike Tyson Mysteries, Friends (Temporada 5, Episodio 4: "En el que Phoebe odia a PBS"), Los Simpson (temporada 31, episodio 8: "Acción de gracias del terror") y Padre de familia (temporada 19, episodio 13: "PeTerminator").
Los productos de Williams Sonoma han aparecido en numerosas ocasiones en los especiales de Oprah's Favorite Things de The Oprah Winfrey Show entre los que se incluyen la ropa de cama Williams Sonoma Home (2004), los croissants de Williams Sonoma (2002, 2005 y 2010), los tazones de mezcla de melamina de Williams Sonoma, tazas y cucharas de medir (2007), Perfect Ending Cupcakes e Ikon Panini Press de Breville (vendido por Williams Sonoma) (2007), y Waring Popcorn Maker de Williams Sonoma (2014).
En la película The Muse, todos los utensilios de cocina utilizados para fabricar las galletas de las esposas se compraron en Williams Sonoma. En el musical Dear Edwina, una canción hace referencia a "Williams" y "Sonoma" como personas que cantan junto con Fairy Forkmother para enseñarle a un chef cómo poner la mesa.